# Oreobates madidi
Oreobates madidi es una especie de anfibio anuro de la familia Craugastoridae.

## Distribución geográfica
Esta especie es endémica de la provincia de Franz Tamayo en el departamento de La Paz en Bolivia. Habita en la Serrania Eslabon entre los 900 y 1500 m de altitud.

## Descripción
Oreobates madidi mide de 28 a 33 mm.

## Etimología
Su nombre de especie le fue dado en referencia al lugar de su descubrimiento, el "Área Natural de Manejo Integrado Madidid".

## Publicación original
- Padial, Gonzáles & De la Riva, 2005 : A new species of the Eleutherodactylus discoidalis group (Anura: Leptodactylidae) from Andean humid montane forests of Bolivia. Herpetologica, vol. 61, n.º 3, p. 318-325.[5]